# Laguncula
Laguncula is een geslacht van weekdieren uit de klasse van de Gastropoda (slakken).

## Soort
- Laguncula pulchella Benson, 1842